# سيدني ر. ناغل
سيدني ر. ناغل (بالإنجليزية: Sidney Nagel)‏ هو فيزيائي أمريكي، ولد في 28 سبتمبر 1948 في نيويورك في الولايات المتحدة.